# Cobitis arachthosensis
Cobitis arachthosensis är en fiskart som beskrevs av Economidis och Nalbant, 1996. Cobitis arachthosensis ingår i släktet Cobitis och familjen nissögefiskar. IUCN kategoriserar arten globalt som starkt hotad. Inga underarter finns listade i Catalogue of Life.